# مخاطر أسعار الفائدة
مخاطر أسعار الفائدة (بالإنجليزية: Interest rate risk)‏ هي المخاطر الناتجة بسبب تغير أسعار الفائدة أو تقلب الأسعار الضمني.

## مواضيع ذات صلة
- مخاطر حقوق الملكية
- مخاطر العملة
- المخاطر السلعية